# Don DeLillo

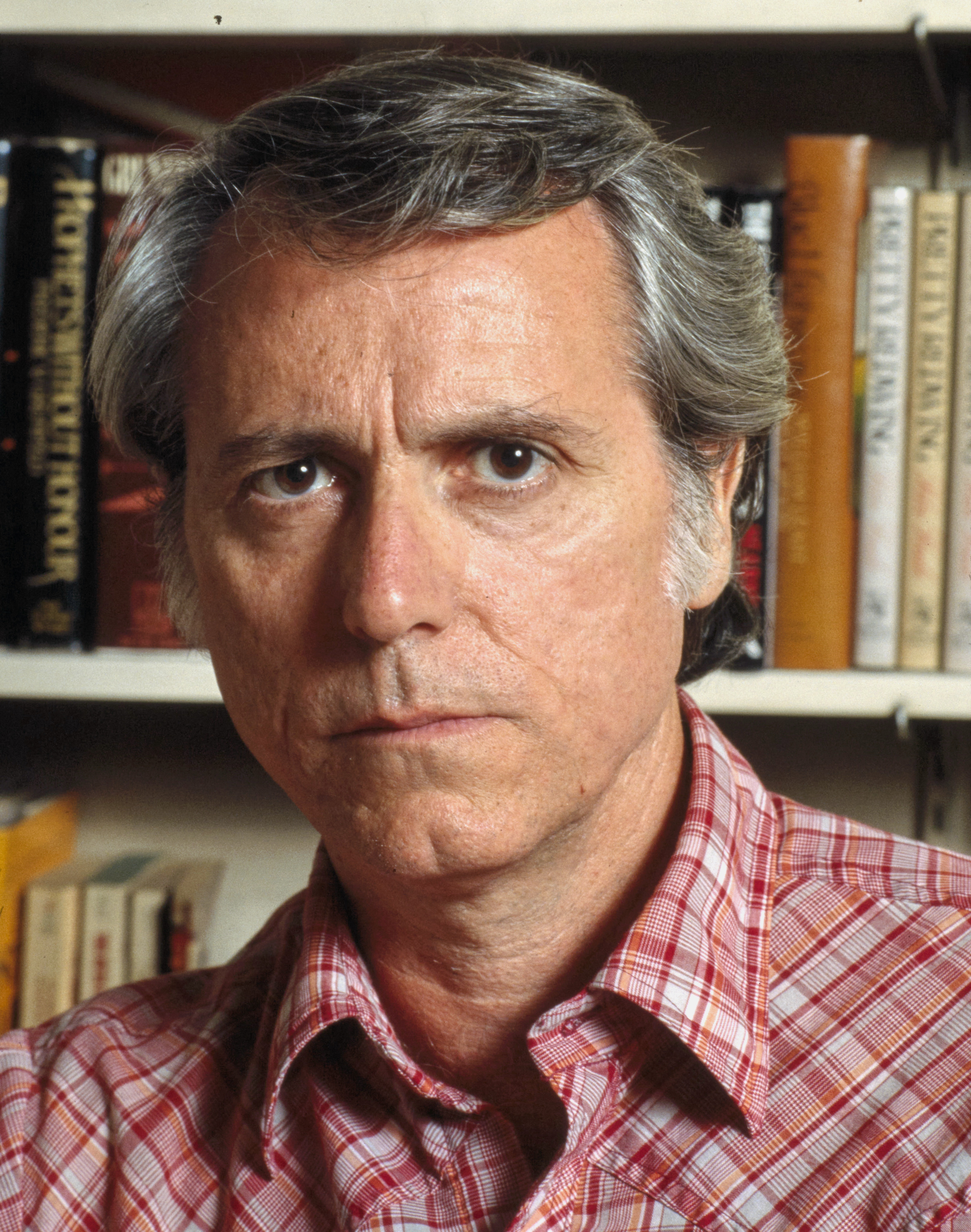
Don DeLillo, 1988

Donald Richard „Don“ DeLillo (* 20. November 1936 in der Bronx, New York City) ist ein US-amerikanischer Schriftsteller. Er gilt als einer der bedeutendsten US-amerikanischen Autoren seiner Zeit und als wichtiger Vertreter des postmodernen Romans. Sein Werk wurde in zahlreiche Sprachen übersetzt und vielfach ausgezeichnet.

## Jugend und Einflüsse
DeLillo wuchs in einer katholischen Arbeiterfamilie in der Bronx auf.
Im Rückblick auf seine Kindheit in der Bronx beschrieb er später, dass er „... immer draußen auf der Straße [war]. Als kleiner Junge verbrachte ich die meiste Zeit damit, so zu tun, als wäre ich ein Baseballkommentator im Radio. Ich konnte mir stundenlang Spiele ausdenken. Wir waren elf in einem kleinen Haus, aber die Enge war nie ein Problem. Ich habe es einfach nicht anders gekannt. Wir sprachen Englisch und Italienisch wild durcheinander. Meine Großmutter, die 50 Jahre in Amerika gelebt hatte, hat nie Englisch gelernt.“
Als Teenager war DeLillo nicht am Schreiben interessiert, bis er einen Ferienjob als Parkwächter annahm, bei dem er eine Lesegewohnheit entwickelte. 2010 erklärte er in einem Interview mit The Australian: „Ich hatte ein Goldenes Zeitalter des Lesens in meinen 20er- und frühen 30er-Jahren, und anschließend begann das Schreiben viel Zeit zu beanspruchen.“
Unter den Schriftstellern, die DeLillo in diesem Zeitraum las und die ihn beeinflussten, waren James Joyce, William Faulkner, Flannery O’Connor und Ernest Hemingway, der den größten Einfluss auf seine ersten Versuche als Schriftsteller in seinen späten Teenagerjahren hatte. Neben moderner Romanliteratur zitiert DeLillo auch Jazzmusik als wesentlichen Einfluss: „... Typen wie Ornette Coleman und Mingus und Coltrane und Miles Davis“ – und das Nachkriegskino: „[...] Antonioni und Godard und Truffaut, und dann kamen in den  70ern die Amerikaner, von denen viele von den Europäern beeinflusst waren: Kubrick, Altman, Coppola, Scorsese usw. Ich weiß nicht, wie sie meine Art zu schreiben verändert haben, aber ich habe sicher einen visuellen Sinn.“
Über den Einfluss des Films auf sein Werk sagte DeLillo: „Das europäische und asiatische Kino der 1960er-Jahre formte die Art und Weise, wie ich denke und fühle. Zu der Zeit lebte ich in New York, ich hatte nicht viel Geld, hatte nicht viel Arbeit, ich lebte in einem Zimmer … Ich war ein Mann in einem kleinen Zimmer. Und ich ging viel ins Kino, schaute Bergman, Antonioni, Godard an. Als ich klein war, in der Bronx, ging ich nicht ins Kino und betrachtete die amerikanischen Filme, die ich sah, nicht als Kunstwerke. Vielleicht hat mir das Kino, auf indirekte Art, geholfen, Schriftsteller zu werden.“
DeLillo erwähnt auch die Nachsicht seiner Eltern und ihre Zustimmung zu seinem Wunsch, Schriftsteller zu werden: „Letztendlich vertrauten sie mir, meinem eingeschlagenen Weg zu folgen. So etwas passiert einem, wenn man der älteste Sohn einer italienischen Familie ist: Du bekommst einen gewissen Spielraum, und bei mir hat das funktioniert.“
Nach dem Abschluss der Cardinal Hayes High School in der Bronx 1954 und der Fordham University 1958 mit einem Bachelor in Kommunikationswissenschaften nahm DeLillo eine Stelle in der Werbebranche an, weil er keine im Verlagswesen finden konnte. Er arbeitete fünf Jahre lang als Texter für die Agentur Ogilvy & Mather, an „gedruckten Anzeigen, sehr wenig anspruchsvollen Aufträgen … Den Sprung zum Fernsehen hatte ich nicht gemacht. Ich wurde gerade gut, als ich gegangen bin.“
1960 publizierte DeLillo seine erste Kurzgeschichte, The River Jordan, in Epoch, der Literaturzeitschrift der Cornell University, und begann 1966 die Arbeit an seinem ersten Roman. Über den Anfang seiner Karriere als Schriftsteller sagte er: „Ich machte damals einige Kurzgeschichten, aber sehr unregelmäßig. Ich habe meinen Job einfach so aufgegeben, nicht um Romane zu schreiben. Ich wollte einfach nicht mehr arbeiten.“
Über seinen relativ späten Start als Romanautor sagte DeLillo 1993: „Ich wünschte, ich hätte früher begonnen, aber offenbar war ich noch nicht bereit. Erstens hatte ich keinen Ehrgeiz, ich mag Romane im Kopf gehabt haben, aber sehr wenig auf dem Papier und keine persönlichen Ziele, keinen brennenden Wunsch, etwas Bestimmtes zu erreichen. Zweitens hatte ich keine Ahnung worauf es ankommt, um ein ernsthafter Schriftsteller zu werden. Ich habe lange gebraucht, um das zu entwickeln.“

## Ausgewählte Werke

### Sieben Sekunden
Das englische Original des Romans erschien 1988 unter dem Titel Libra (dt.: Waage). Der Roman erzählt das Leben von Lee Harvey Oswald und spinnt eine Verschwörungstheorie zur Erklärung des Attentats auf Präsident Kennedy. In zwei unterschiedlich nummerierten, alternierenden Kapitelfolgen, die am Ende des Buches konvergieren, werden Oswalds Leben und die Planungen einiger CIA-Agenten und ihrer Verschwörung erzählt, mit der sie Oswald zur Teilnahme am Attentat manipulieren. Originell ist dabei, dass in DeLillos Version der Ereignisse, die geschickt historische Fakten mit literarischer Fiktion vermengen, die Verschwörer ursprünglich nur eine Art Warnschuss beabsichtigt und geplant hätten, das Attentat scheitern zu lassen, ein ehemaliger Agent es aber doch habe durchführen lassen, weil er es für die einzige Möglichkeit gehalten habe, die US-Regierung in einen Krieg gegen Kuba zu treiben. DeLillo entwirft ein differenziertes Charakterbild von Oswald: Der zwar eigenbrötlerische, aber geistig gesunde und durchaus belesene Außenseiter aus der Bronx habe sich mit seinen Sympathien für den Sowjetkommunismus außerhalb der amerikanischen Gesellschaft gestellt. Damit sei er ein geeigneter Sündenbock für den Mord an Kennedy geworden, den er aber gar nicht begangen habe – die sieben Sekunden des deutschen Titels sind die Zeit, die der angeblich untrainierte Schütze Oswald zur Abgabe der drei Schüsse auf den Präsidenten gehabt haben soll, was seine Täterschaft unwahrscheinlich mache.
DeLillo greift hier, wie es im postmodernen Roman häufig geschieht, ausgiebig auf die Verschwörungstheorien zurück, die er als Metapher der Fremdbestimmung und Manipulation des Menschen durch überindividuelle Mächte und als Beispiel für den Charakter sämtlicher Geschichtserzählung als Konstrukt und letztlich als Fiktion benutzt.

### Mao II
Die Handlung dieses prämierten Romans, der 1991 erschien, dreht sich um den berühmten Schriftsteller Bill Gray, der zurückgezogen, nur durch Assistenten mit der Außenwelt verbunden, lebt. In dieser Figur verschmolz DeLillo Züge sowohl von Thomas Pynchon als auch von J.D. Salinger. Im Verlauf der Handlung bricht Gray, angetrieben durch den Besuch einer Fotografin, zu einer Reise in den Libanon auf, wo ein Schriftsteller als Geisel festgehalten wird.
Der Roman schildert den Unterschied der Masse zum Individuum und dadurch auch das Leben in der modernen Gesellschaft.
DeLillo gelingen dabei eindringliche Bilder, wobei auf der einen Seite der Autor als Verkörperung des Individuums steht und auf der anderen Seite Szenen von Khomeinis Beerdigung und einer Massenhochzeit der Vereinigungskirche.

### Unterwelt
Eines seiner meistbeachteten Werke ist der Roman Unterwelt von 1997 (übersetzt von Frank Heibert), der es in seiner deutschen Übersetzung auf 964 Seiten bringt. Es ist ein postmodernes Panorama der amerikanischen Gesellschaft in der zweiten Hälfte des zwanzigsten Jahrhunderts, das von einem berühmten Baseball-Spiel zwischen den Brooklyn Dodgers und den New York Giants am 3. Oktober 1951 ausgeht, bei dem der Batter der Giants den Ball mit einem gewaltigen Schlag in die Zuschauerränge und seine Mannschaft damit zur Meisterschaft beförderte – dem „Schuss, der um die ganze Welt zu hören war“.
Um den entscheidenden Ball, der auf Irrwegen irgendwann zu Nick Shay kommt, einer der Hauptfiguren des Romans, spinnt DeLillo ein beeindruckendes Breitwandgemälde der amerikanischen Gesellschaft. Um die gesellschaftlichen Beziehungen der Personen, die den Baseball hatten oder haben, kristallisieren sich zahlreiche Episoden heraus. Dabei treten auf: ein alter Sammler von Baseballsachen, Nicks ehemalige Geliebte, die Künstlerin Klara Sax, eine Nonne, ein junges Schachgenie (Nicks Bruder Matty) oder auch ein Graffitisprayer, die fast alle, wie DeLillo selbst, aus der Bronx stammen. Aber auch Prominente und historische Persönlichkeiten wie J. Edgar Hoover, Frank Sinatra und Lenny Bruce sind Figuren des Romans. Diese Episoden spielen zwischen Herbst 1951 und Sommer 1992 und werden in sechs Großkapiteln geboten, die rückwärts angeordnet sind, eine Chronologie, die von vier vorwärts erzählten Abschnitten über das Baseballspiel und die ersten Besitzerwechsel des Balles durchbrochen wird.
Es wird in dem Roman immer wieder das Motiv des Mülls wiederholt: So ist beispielsweise die Hauptfigur Angestellter einer Müllfirma, eine Künstlerin nutzt ausrangierte Flugzeuge als Leinwand und eine andere Person baut ein Haus aus Abfall. Dies deutet auf das Leben in der modernen Wegwerfgesellschaft ebenso hin wie auf die menschliche Vergänglichkeit: „Alles fällt unauslöschlich der Vergangenheit anheim“, lautet der letzte Satz des furiosen Eingangskapitels. Zugleich blickt DeLillo auf den Kalten Krieg zurück, indem er zum Beispiel schildert, dass gleichzeitig mit dem entscheidenden Schlag des Baseballspiels die Sowjetunion einen Atombombentest durchführte, oder wenn er einen masturbierenden Jungen beim Anblick seiner Erektion an eine Atomrakete denken lässt oder die Kuba-Krise durch die verzweifelt-zynischen Kommentare des Komikers Lenny Bruce inszene gesetzt wird. Der Zusammenhang zwischen Müll, Geschichte und Atombombe ergibt auch insofern Sinn, als zum einen der Sprengsatz der Bombe aus einem Abfallprodukt von Kernkraftwerken besteht, und zum anderen, wie mehrfach im Roman erwähnt wird, der von 1951 bis 1990 latent drohende Atomkrieg ausgeblieben ist: „Die Flugzeuge sind nicht gestartet“. Nicht zufällig ist daher auch das letzte Wort des Romans „Frieden“.
Ein weiteres zentrales Motiv ist die Beziehung zwischen Vätern und Söhnen: Der Baseball wird zum Beispiel dem schwarzen Jungen, der ihn bei dem Spiel ergatterte, von dessen Vater gestohlen und an einen weißen Werbefachmann verkauft, der damit erfolglos seinen eigenen Sohn zu beeindrucken und für den Sport zu begeistern versucht; Nick Shay, der letzte Besitzer des Balles, leidet zeit seines Lebens darunter, dass sein eigener Vater einfach verschwand, als er elf war, und DeLillo widmet den ganzen Roman der Erinnerung an seine Eltern.

## Auszeichnungen
Don DeLillos umfangreiches Werk wurde vielfach prämiert. Er erhielt im Jahr 1985 für seinen Roman Weißes Rauschen (im Englischen White Noise) den National Book Award und 1992 für Mao II den PEN/Faulkner Award. Ebenfalls 1992 wurde er in die American Academy of Arts and Sciences gewählt. Seit 1989 ist er Mitglied der American Academy of Arts and Letters. 1999 wurde er mit dem Jerusalempreis für die Freiheit des Individuums in der Gesellschaft ausgezeichnet. 2015 erhielt er den National Book Award für sein Lebenswerk.
DeLillo wird in der Öffentlichkeit seit Jahren als Anwärter auf den Literaturnobelpreis gehandelt.

## Werke (Auswahl)

### Romane und Novellen
- Americana, 1971
  - Übers. Matthias Müller: Americana. Rowohlt, Reinbek 1995, ISBN 978-3-499-13480-7
- End Zone, 1972
- Great Jones Street. 1973[16]
- Ratner's Star. 1976
- Players. 1977
  - Übers. Matthias Müller: Spieler. Rowohlt, Reinbek 1995, ISBN 978-3-499-13500-2
- Running Dogs, 1978
  - Übers. Matthias Müller: Bluthunde. Kiepenheuer & Witsch, Köln 1999, ISBN 978-3-462-02736-5
- The Names, 1982
  - Übers. Matthias Müller: Die Namen. Kiepenheuer & Witsch, Köln 1994, ISBN 978-3-462-02361-9
- White Noise, 1985 (2022 verfilmt)
  - Übers. Helga Pfetsch: Weißes Rauschen. Kiepenheuer & Witsch, Köln 1987, ISBN 978-3-462-01806-6
- Libra, 1988
  - Übers. Hans Hermann: Sieben Sekunden. Kiepenheuer & Witsch, Köln 1991, ISBN 978-3-462-02095-3
  - gleicher Übers. wieder als: Libra – Sieben Sekunden. Kiepenheuer & Witsch, Köln 2003, ISBN 978-3-462-03350-2
- Mao II. 1991
  - Übers. Werner Schmitz: Mao II. Kiepenheuer & Witsch, Köln 1992, ISBN 978-3-462-02210-0
- Pafko at the Wall. 1992 (Novelle)
- Underworld. 1997
  - Übers. Frank Heibert: Unterwelt. Kiepenheuer & Witsch, Köln 1998, ISBN 978-3-462-02736-5
- The Body Artist, 2001
  - Übers. Frank Heibert: Körperzeit. Kiepenheuer & Witsch, Köln 2001, ISBN 978-3-462-02973-4
- Cosmopolis, 2003
  - Übers. Frank Heibert: Cosmopolis. Kiepenheuer & Witsch, Köln 2003, ISBN 978-3-462-03308-3
- Falling Man, 2007
  - Übers. Frank Heibert: Falling Man. Kiepenheuer & Witsch, Köln 2007, ISBN 978-3-462-03920-7
- Point Omega, 2010
  - Übers. Frank Heibert: Der Omega-Punkt. Kiepenheuer & Witsch, Köln 2010, ISBN 978-3-462-04192-7
- The Angel Esmeralda. 2011
  - Übers. Frank Heibert: Der Engel Esmeralda. Neun Erzählungen. Kiepenheuer & Witsch, Köln 2012, ISBN 978-3-462-04458-4
- Zero K. Charles Scribner’s Sons, New York 2016, ISBN 978-1-5011-3539-2
  - Übers. Frank Heibert: Null K. Kiepenheuer & Witsch, Köln 2016, ISBN 978-3-462-04945-9
- The Silence. Scribner, 2020, ISBN 978-1-9821-6455-3
  - Übers. Frank Heibert: Die Stille. Kiepenheuer & Witsch, Köln 2020, ISBN 978-3-462-00128-0

### Theaterstücke
- The Engineer of Moonlight, 1979
- Amazons, 1980. Veröffentlicht unter dem Pseudonym Cleo Birdwell.[17]
- The Day Room, 1987
- Valparaiso, 1999
  - Valparaiso, dt. von Frank Heibert; Kiepenheuer & Witsch, Köln 2000, ISBN 978-3-462-02870-6
- Love – Lies – Bleeding. A Play, 2006
  - Gott der Träume, dt. von Frank Heibert; Kiepenheuer & Witsch, Köln 2007, ISBN 978-3-462-03921-4
- The Word for Snow, 2007 (2025 verfilmt)

### Drehbücher
- Game Six (Regie: Michael Hoffman, mit Michael Keaton)

### Essays
- American Blood: A Journey through the Labyrinth of Dallas and JFK, in Rolling Stone, 8. Dezember 1983
- Salman Rushdie Defense, 1994 (zusammen mit Paul Auster)
- The Artist Naked in a Cage, in The New Yorker, 26. Mai 1997
- The Power of History, in New York Times Magazine, 7. September 1997
- A History of the Writer Alone in a Room (DeLillos Dankesrede für den Erhalt des Jerusalem-Preises 1999)
  - Der Narr in seinem Zimmer; dt. von Frank Heibert, in: Die Zeit, 29. März 2001
- In the Ruins of the Future, in: Harper’s Magazine, Dezember 2001
  - In den Ruinen der Zukunft. Gedanken über Terror, Verlust und Zeit im Schatten des 11. September, dt. von Frank Heibert; Kiepenheuer & Witsch, Köln 2001, ISBN 978-3-462-02979-6